# Ejército Popular de Liberación Unido de América
El Ejército Popular de Liberación Unido de América (conocidos por sus siglas EPLUA), fue un grupo guerrillero, brazo armado del Partido Popular Unido de América (PPUA). Fue fundado en el estado de Morelos, en la colonia Rubén Jaramillo establecida en Temixco, de influencia maoísta, por Florencio Medrano Mederos, apodado El Güero. La comuna fue finalmente tomada por militares.

## Historia
El primer antecedente del grupo fue Partido Revolucionario del Proletariado Mexicano (P.R.P.M) un partido maoísta que operó en el Distrito Federal y en los estados de Morelos y Guerrero entre los años de 1969 y 1970, siendo el ingeniero Javier Fuentes Gutiérrez, alias Pancho el primer dirigente del partido. El grupo decepcionado de otros partidos clandestinos que seguían el Marxismo-leninismo se alejó de estos, aislándose y sufriendo arrestos como el de dirigentes como Javier Fuentes, por ser considerada una "organización subversiva", terminando de disolverse a finales de 1970.
La primera acción del grupo fue cuando expropiaron los terrenos de “Villa de las Flores” el 31 de marzo de 1973, anticipándose así a los intereses de las inmobiliarias, adueñándose del predio y dividiéndolo en lotes de 200 metros que fueron regalados a todas las personas que llegaran. Fundando con ello, el poblado popular al que llamarían Colonia Proletaria Rubén Jaramillo, en memoria del guerrillero. La colonia rápidamente ganó fama por su autoorganización, así como la creación de la Asambleas Generales de Colonos y la formación de un Comité de Lucha que hacía valer las opiniones de todos los integrantes que conformaban el poblado. La colonia por muchos años soportó la presión para su desmantelamiento, siendo invadida por el ejército el  23 de septiembre de 1973, y siendo desocupada hasta 1985, siguiendo resistiendo las hostilidades de las autoridades.
El grupo empezó rápidamente a formaron alianzas políticas con otros grupos armados; se mencionan su forma de organización en comisiones, todas bajo el mando del Partido Proletario Unido de América (P.P.U.A) o también llamado Frente Popular Unido de América (F.P.U.A) mismas que nombran a sus principales dirigentes. Se destaca la importancia del órgano informativo, llamado "La Lucha del Pueblo". El grupo realizó algunos atentados como el secuestro de Sara Martínez de Davis, esposa del cónsul estadounidense Thomas Davis. También se da información sobre la adquirió de armamento por parte de campesinos que intentan tomar tierras en Morelos y en Oaxaca en hospicios de la organización armada. Algunas localidades en las que se resguardo fueron Paso del águila, Hidalgo, Emiliano  Zapata, estas cerca de Tuxtepec, Vega del Sol, Sebastopol, Cerro  Concha y en la Sierra  Juárez, como Macuiltianguis.
Florencio Medrano Mederos fue asesinado por guardias blancas y soldados el 26 de marzo de 1979, llevando al desmantelamiento del grupo.